# Costa dei Gelsomini
La Costa dei Gelsomini (o Riviera dei Gelsomini, spesso chiamata anche Locride) è il nome con cui si identifica la zona costiera della città metropolitana di Reggio Calabria bagnata dal mar Ionio. Prende il nome dall'antica coltivazione della pianta di gelsomino, bello e delicato, ma anche robusto e rampicante, diffusa in tutto il territorio reggino, ma in particolar lungo la fascia costiera, tra Punta Stilo e  Capo Spartivento. I fiori venivano raccolti dalle donne (chiamate gelsominaie) ed esportati in Francia per la preparazione dei profumi. La coltivazione venne introdotta anche in Liguria nel 1928 dalla Stazione sperimentale per le industrie delle essenze e dei derivati dagli agrumi con sede a Reggio Calabria.

## Geografia
Il litorale della Costa dei Gelsomini, soprattutto nella zona di Brancaleone, è diventato luogo prescelto delle tartarughe marine "Caretta Caretta" per la nidificazione. Le coste sono formate da ampie spiagge che si alternano da scogliere a sabbia. La Riviera è sovrastata da colline di conformazione diversa. La parte montuosa è ricoperta da boschi nei quali prevalgono il faggio, il leccio, il castagno, e la tipica macchia mediterranea. Scendendo verso la collina-pianura la coltivazione prevalente sono gli uliveti, vigneti e frutteti, nella parte pianeggiante troviamo gli agrumeti e in parte la coltivazione del bergamotto, anch'esso utilizzato, anzi particolarmente ricercato, dall'industria dei profumi.

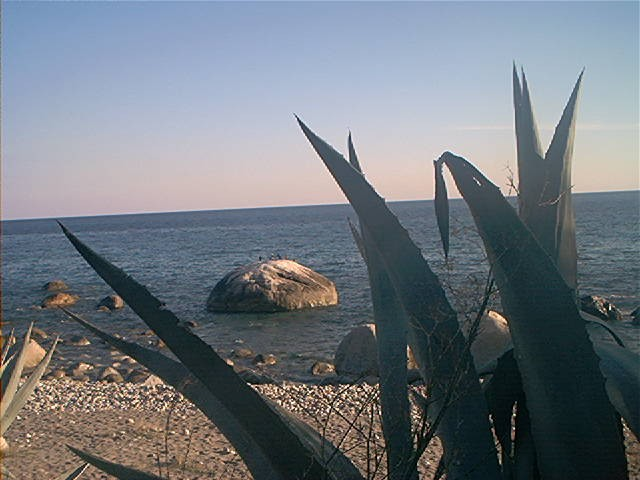
Spiaggia sulla Costa dei Gelsomini con il caratteristico scoglio detto Panettone a Palizzi Marina

### Comuni
La Costa dei Gelsomini è formata da una parte del territorio dei 42 comuni ricadenti nello jonio reggino che sono i seguenti:
Africo; Agnana Calabra; Antonimina; Ardore; Bianco; Benestare; Bivongi; Bovalino; Brancaleone; Bruzzano Zeffirio; Camini; Canolo; Caraffa del Bianco; Careri; Casignana; Caulonia; Ciminà; Ferruzzano; Gerace; Gioiosa Ionica; Grotteria; Locri; Mammola; Marina di Gioiosa Ionica; Martone; Monasterace; Pazzano; Palizzi; Placanica; Platì; Portigliola; Riace; Roccella Ionica; Samo; San Giovanni di Gerace; San Luca; Sant'Agata del Bianco; Sant'Ilario dello Ionio; Siderno; Staiti; Stignano; Stilo

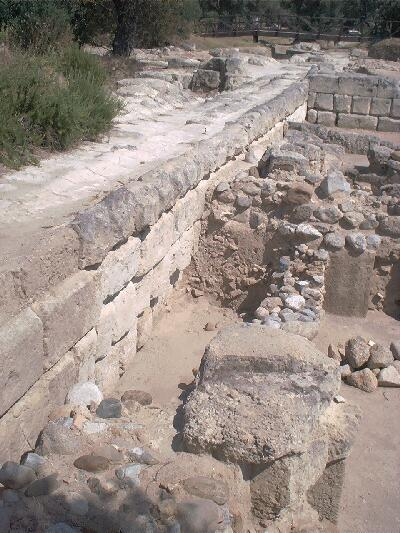
Scavi archeologici di Locri Epizephiri, l'antica Via Principale della città

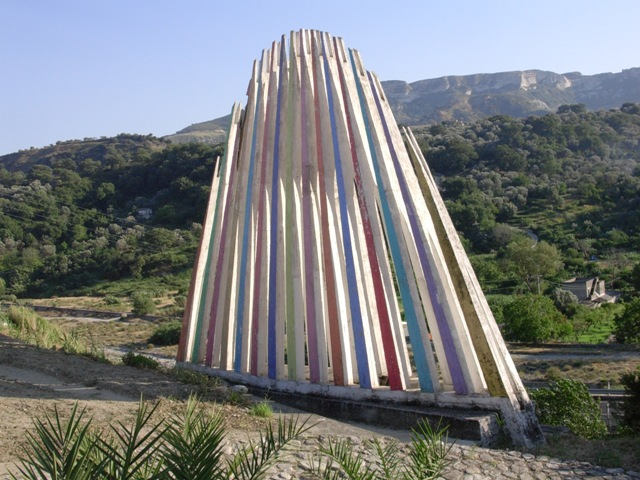
Scultura nel Parco museo Santa Barbara

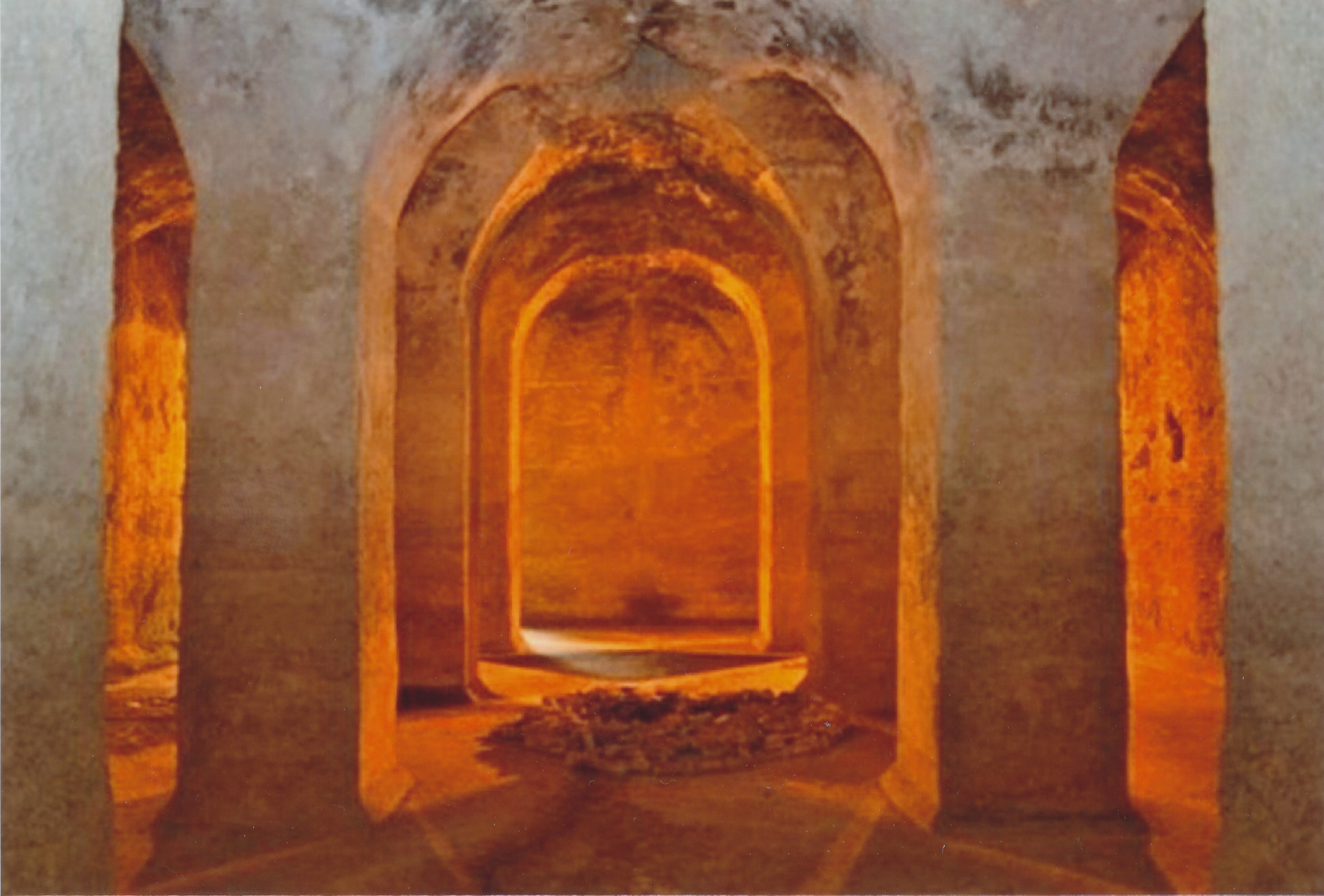
Gioiosa Jonica Naniglio

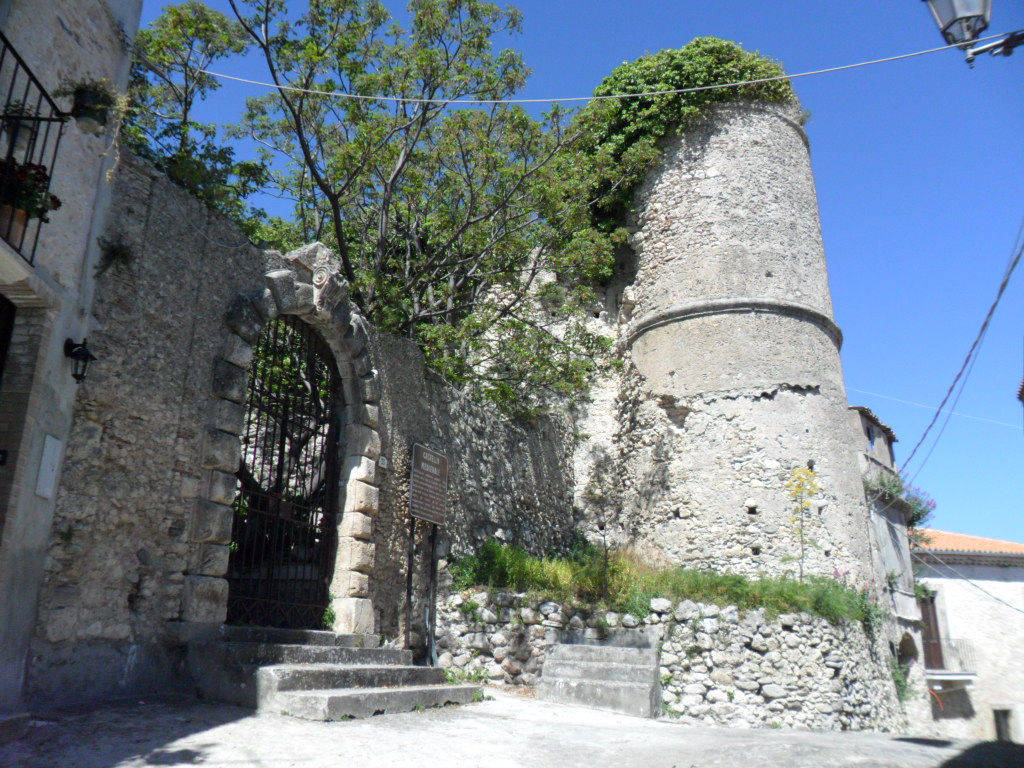
Gioiosa Ionica Castello Portale e Torre

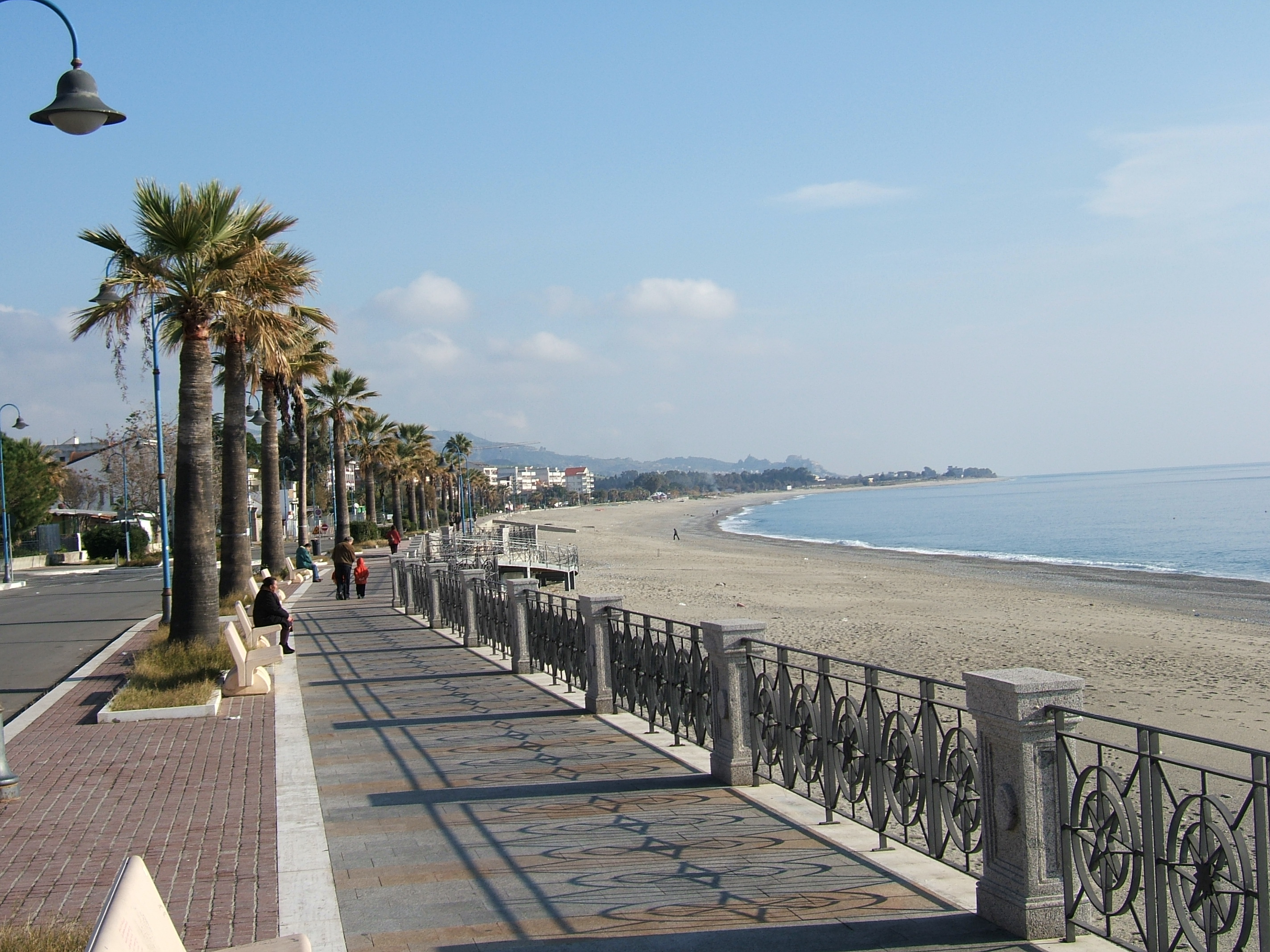
Marina di Gioiosa Ionica Lungomare lato sud.

### Infrastrutture e trasporti
La costa dei Gelsomini è percorsa dalla SS 106–E90 Reggio Calabria-Taranto e dalla ferrovia Jonica Reggio Calabria-Taranto.

## Monumenti e luoghi di interesse

### Luoghi d'interesse storico-archeologico
Sono da ricordare alcuni dei numerosi siti di interesse archeologico e storico presenti: risalgono all'epoca magnogreca gli scavi di Locri Epizefiri e di Kaulon, all'epoca romana c'è il Naniglio di Gioiosa Ionica che è un complesso di ruderi di una villa di epoca greco-romana (II secolo - III secolo d.C.), nel marzo 2012, per le giornate del FAI il luogo archeologico è stato il secondo in Italia per numero di visitatori; altro sito sulla costa è la Villa Romana di Casignana, mentre all'epoca bizantina risalgono la Cattedrale di Gerace, la Cattolica di Stilo e il Monastero di Santa Barbara di Mammola, oggi adibito a Parco Museo d'arte moderna dall'artista internazionale Nik Spatari. Da molti storici e critici d'arte il Parco Museo Santa Barbara è considerato uno dei più importanti Musei di Arte Moderna a livello internazionale.

### Altri luoghi d'interesse storico-paesaggistico
I numerosi borghi montani sono ricchi di storia e tradizioni e ricadono nel parco nazionale dell'Aspromonte: Africo, Antonimina, Bruzzano Zeffirio, Canolo, Careri, Ciminà, Gerace, Mammola, Platì, Sant'Agata del Bianco, Samo, San Luca e Staiti. I Borghi antichi montani di Gerace e Mammola che suscitano grandi interessi, sono stati inclusi nei centri visita del parco.
Di non minore importanza i centri di Gioiosa Ionica, Grotteria e più a nord della costa, Placanica, Riace, Camini, Monasterace, Stilo, Bivongi e Pazzano. 
I centri balneari più importanti più volte Bandiere Blù sono: Siderno, Roccella Ionica, Caulonia, Marina di Gioiosa Ionica, Locri, Bovalino, Ardore, Bianco e Brancaleone.

### Santuari
Numerosi sono i santuari presenti:

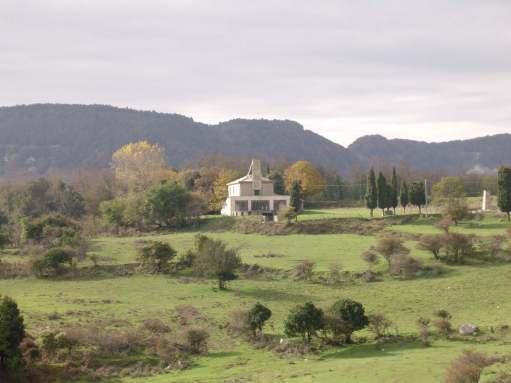
Mammola, santuario San Nicodemo sec. X (parco nazionale dell'Aspromonte)

- Il santuario della Madonna dello Scoglio, che si trova nel territorio di Placanica, in località Santa Domenica ed è abitato tutto l'anno da Fratel Cosimo.
- A Bivongi la bizantina Basilica del santuario di San Giovanni Theristès, di rito ortodosso, abitata da un monaco.
- A Pazzano il santuario di Santa Maria di Monte Stella.
- A Caulonia in località San Nicola il santuario di Sant'Ilarione.
- A Mammola in località Limina, territorio del parco nazionale dell'Aspromonte, il santuario di San Nicodemo, è abitato da un monaco tutto l'anno. Numerosi sono i devoti che raggiungono a piedi, tutti i venerdì di luglio e agosto percorrendo un tratto dell'antico sentiero dei Greci, che da Mammola porta al santuario.
- A Gioiosa Ionica nel centro storico sorge il santuario di San Rocco, patrono della città e si festeggia tre volte l'anno, il 27 gennaio in ricorrenza del miracolo e in forma modesta, il 16 agosto (senza processione) giorno liturgico del Santo e l'ultima domenica di agosto di ogni anno con solenni festeggiamenti religiosi e civili con grande flusso turistico di ogni provenienza; quest'ultima è nota per il ritmo incessante dei tamburi, carcasse e piatti, pifferi, organetti e tamburelli. I suoni nei giorni precedenti annunciano la domenica, la sera e notte di sabato "la veglia" o "nottata" con forte partecipazione al santuario con canti e preghiere e la messa liturgica, i diversi gruppi di suonatori di tamburi e altri strumenti, iniziano dal Santuario e nei momenti di preghiera, si disperdono per le vie del paese per poi ritornare dopo mezzanotte e a notte fonda davanti al piazzale del Santuario con a seguito i tanti devoti a ballare, è già domenica prima dell'alba, prima della processione.
- Ad Ardore, il santuario della Madonna della Grotta di Bombile.
- A San Luca in località Polsi, territorio del parco nazionale dell'Aspromonte, il santuario della Madonna della Montagna di Polsi, si trova nel cuore dell'Aspromonte ed è aperto dal mese di maggio a fine settembre. Migliaia sono i devoti della provincia di Reggio Calabria che percorrono a piedi i sentieri che conducono al santuario di Polsi.

## Cultura

### Manifestazioni
Tra le manifestazioni di maggiore richiamo:
- Il palio di Ribusa di Stilo, si svolge la prima domenica di agosto di ogni anno, attirando numerosi visitatori e rappresenta la rievocazione storica della consegna della bandiera al Mastrogiurato della città da parte del delegato del Regno. Lo svolgimento della manifestazione è stato ricostruito in base a documenti del 1656 e del 1717. I protagonisti del Palio sono artisti professionisti provenienti da tutto il mondo, che indossati i costumi d'epoca, imbracciano archibugi e cavalcano destrieri.
- Roccella Jazz si svolge ogni anno a Roccella Ionica dopo il 15 agosto, presso il caratteristico Anfiteatro che si trova ai piedi del Castello, è considerato uno dei più antichi e rinomati festival internazionali, che attira ogni anno migliaia di spettatori.
- Tarantella Festival si svolge ogni anno, l'ultima settimana di agosto nell'antico borgo di Caulonia, animata da numerosi suonatori calabresi, che ballano e suonano la caratteristica Tarantella Calabrese, coinvolgendo il pubblico presente.
- La sagra dello stocco, si svolge ogni anno il 9 agosto, nelle piazzette del borgo antico di Mammola, con assaggi del rinomato Stocco di Mammola (pescestocco) cucinato in vari modi, la sagra richiama migliaia di turisti, tanto da essere inserita per la sua tipicità, tra le più importanti manifestazioni di gastronomia della Calabria e d'Italia.
- Gustando il Borgo in Gioiosa Ionica, nel suggestivo luogo, si svolge ad agosto nel centro storico medievale tra le vie e strade principali dove sorgono le tante chiese di notevole interesse, i palazzi storici, il tutto animato dagli artisti di strada, stand di prodotti del territorio e gastronomici.
- L'Arzata da 'ntinna, svolta ogni anno il secondo sabato di Agosto, in onore di San Giorgio, patrono di Martone, prevede una serata di festa con canti e balli tradizionali. La festa inizia il venerdì con il taglio dell'albero e della chioma che lo ornerà, per proseguire con l'arzata e la scalata il sabato e terminare il lunedi con la Scinduta.

### Gastronomia

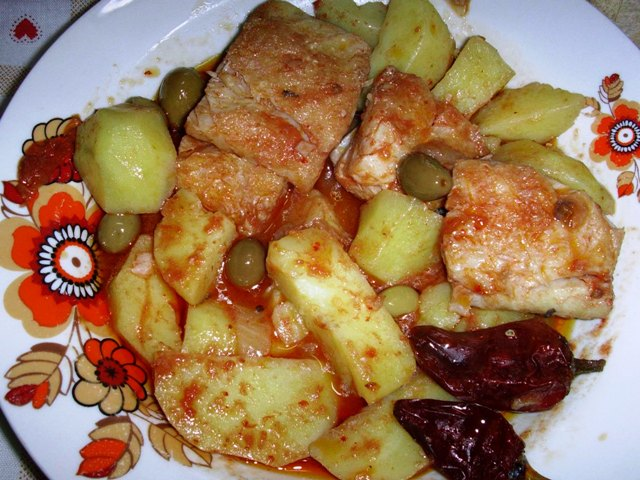
Stocco alla mammolese - Piatto tipico di Mammola tra i più rinomati della Calabria

La gastronomia si fonda prevalentemente sui prodotti della terra, genuini e biologici e rappresenta un richiamo per i numerosi turisti e visitatori, e custodisce numerosi prodotti e ricette della cucina tipica locale, che fanno parte di quella cucina antica oggi denominata dieta mediterranea. Tra i più importanti è il rinomato Stocco di Mammola (pescestocco), cucinato in vari modi; altro prodotto è L'olio d'oliva extra vergine della Locride ricavato da una cultivar locale, biologico e di un profumo particolare. Altri prodotti tipici genuini sono: i formaggi e le ricotte preparate ancora in maniera artigianale di un sapore unico, come il caciocavallo di Ciminà, la ricotta affumicata di Mammola, il caprino della Limina, il pecorino della Locride, il pecorino dello Stilaro, il pane di Canolo fatto con la segale al fono a legna, il vino rosso DOC di Bivongi e il vino DOC Greco di Bianco di un sapore dolce e profumato. 
Sono presenti numerosi piatti a base di pesce fresco pescato nelle acque della Riviera, i piatti a base di vari tipi di carne locale (agnello, capra, maiale, vitello che pascolano allo stato brado), i funghi di un profumo e gusto speciale vengono cucinati in vari modi, i salumi (salsicce, soppressate, capicollo, pancetta e lardo) aromatizzati al peperoncino e finocchietto selvatico e i dolci fatti in maniera antica con miele del posto.
Pezzo Duro di Gioiosa Ionica, gelato tipico gioiosano, è la sagra nel mese di agosto di ogni anno a far conoscere il dolce ai tanti turisti che per la prima volta invadono la costa jonica e no, il dolce tipico è da decenni che vanta la sua notorietà con un afflusso nell'arco dell'anno di golosi che invadono la bella località un tempo Mystia e poi Mocta Geljosa.